# 約納斯·奧姆林
約納斯·奧姆林（德語：Jonas Omlin；1994年1月10日—），瑞士足球運動員，現效力德甲球會慕遜加柏，瑞士國家足球隊成員，司職守門員。他於2020年加入瑞士國家隊，2021年入選2020歐洲國家盃瑞士隊名單，然而在小組賽第一場受傷而被迫退賽。

## 俱樂部生涯
2020年8月，法甲球隊蒙彼利埃簽下奧姆林，轉會費為500萬歐元。
2023年1月，因為1號守門員，轉投拜仁慕尼黑，於是，慕遜加柏從蒙彼利埃簽入奧姆林。

## 國家隊生涯
奧姆林在瑞士和威爾斯比賽前熱身時因受傷，退出了瑞士的2020年歐洲杯陣容。

## 榮譽
巴素利
- 瑞士杯：2018–19

### 個人
- 瑞士足球超級聯賽年度最佳陣容：2018–19, 2019–20

## 外部連結
- 約納斯·奧姆林－UEFA國際賽競賽紀錄